# Cléguer
Cléguer é uma comuna francesa na região administrativa da Bretanha, no departamento Morbihan. Estende-se por uma área de 32,01 km². Em 2010 a comuna tinha 3 366 habitantes (densidade: 105,2 hab./km²).